# MTV Video Music Awards/Best Video with a Social Message
Der MTV Video Music Award für das Best Video with a Social Message wurde erstmals bei den MTV Video Music Awards 2011 unter dem Namen Best Video with a Message verliehen. Seinen heutigen Namen erhielt er 2013. 2017 wurde er als Best Fight Against the System vergeben, 2018 wurde er zum Video with a Message und 2019 zum Video for Good.
Der Award richtet sich an Songs mit politischen und sozialkritischen Themen.

## Übersicht
| Jahr | Gewinner | Nominierungen | Ref.           |
| ---- | --- | --- | -------------- |
| 2011 | Lady Gaga – Born This Way | - Eminem (featuring Rihanna) – Love The Way You Lie - Katy Perry – Firework - P!nk – F**kin’ Perfect - Rise Against – Make It Stop (September's Children) - Taylor Swift – Mean | [ 1 ]          |
| 2012 | Demi Lovato – Skyscraper | - Kelly Clarkson – Dark Side - Gym Class Heroes (featuring Ryan Tedder) – The Fighter - K’naan (featuring Nelly Furtado) – Is Anybody Out There? - Lil Wayne – How to Love - Rise Against – Ballad of Hollis Brown | [ 2 ]          |
| 2013 | Macklemore and Ryan Lewis (featuring Mary Lambert) – Same Love | - Beyoncé – I Was Here - Kelly Clarkson – People Like Us - Miguel – Candles in the Sun - Snoop Lion (featuring Drake and Cori B.) – No Guns Allowed | [ 3 ]          |
| 2014 | Beyoncé – Pretty Hurts | - Avicii – Hey Brother - J. Cole (featuring TLC) – Crooked Smile - David Guetta (featuring Mikky Ekko) – One Voice - Angel Haze (featuring Sia) – Battle Cry - Kelly Rowland – Dirty Laundry | [ 4 ]          |
| 2015 | Big Sean (featuring Kanye West and John Legend) – One Man Can Change the World | - Colbie Caillat – Try - Jennifer Hudson – I Still Love You - Rihanna – American Oxygen - Wale – The White Shoes | [ 5 ]          |
| 2016 | Nicht vergeben | Nicht vergeben | Nicht vergeben |
| 2017 | - Big Sean – Light - Alessia Cara – Scars to Your Beautiful - The Hamilton Mixtape (K’naan, Snow Tha Product, Riz MC, & Residente) – Immigrants (We Get the Job Done) - John Legend – Surefire - Logic (featuring Damian Lemar Hudson) – Black Spiderman - Taboo (featuring Shailene Woodley) – Stand Up / Stand N Rock #NoDAPL" | - Big Sean – Light - Alessia Cara – Scars to Your Beautiful - The Hamilton Mixtape (K’naan, Snow Tha Product, Riz MC, & Residente) – Immigrants (We Get the Job Done) - John Legend – Surefire - Logic (featuring Damian Lemar Hudson) – Black Spiderman - Taboo (featuring Shailene Woodley) – Stand Up / Stand N Rock #NoDAPL" | [ 6 ]          |
| 2018 | Childish Gambino – This Is America | - Drake – God's Plan - Dej Loaf and Leon Bridges – Liberated - Logic (featuring Alessia Cara and Khalid) – 1-800-273-8255 - Janelle Monáe (featuring Grimes) – Pynk - Jessie Reyez – Gatekeeper | [ 7 ]          |
| 2019 | Taylor Swift – You Need to Calm Down | - Jamie N Commons and Skylar Grey (featuring Gallant) – Runaway Train - Halsey – Nightmare - The Killers – Land of the Free - John Legend – Preach - Lil Dicky – Earth | [ 8 ]          |
| 2020 | H.E.R. – I Can't Breathe | - Billie Eilish – All the Good Girls Go to Hell - Lil Baby – The Bigger Picture - Demi Lovato – I Love Me - Anderson .Paak – Lockdown - Taylor Swift – The Man | [ 9 ]          |
| 2021 | Billie Eilish – Your Power | - Kane Brown – Worldwide Beautiful - H.E.R. – Fight for You - Lil Nas X – Montero (Call Me by Your Name) - Demi Lovato – Dancing with the Devil - Pharrell Williams (featuring Jay-Z) – Entrepreneur | [ 10 ]         |
| 2022 | Lizzo – About Damn Time | - Kendrick Lamar – The Heart Part 5 - Latto – Pussy - Rina Sawayama – This Hell - Stromae – Fils de Joie |                |
| 2023 | Dove Cameron – Breakfast | - Alicia Keys – If I Ain’t Got You (orchestral) - Bad Bunny – El Apagón – Aquí Vive Gente - Demi Lovato – Swine - Imagine Dragons – Crushed - Maluma – La Reina |                |